# Mikael Rynell
Mikael Rynell, född 25 februari 1982, är en svensk fotbollsspelare som spelar för FC Gute.

## Karriär

### Tidig karriär
Rynell började spela fotboll som femåring i Hammarby IF. Som 14-åring gick Rynell till Brommapojkarna och som 18-åring flyttades han upp i A-laget. Rynell spelade tre säsonger i A-laget (de första två i Division 1 och den sista i Superettan). Han spelade 46 matcher och gjorde fem mål för Brommapojkarna.

### Landskrona BoIS
Inför säsongen 2003 värvades Rynell av Landskrona BoIS, där han skrev på ett treårskontrakt. Rynell spelade totalt 41 ligamatcher mellan 2003 och 2005.

### Tiden i Danmark
Inför säsongen 2006 värvades Rynell av danska Herfølge BK. Han spelade 88 matcher och gjorde 27 mål. Inför säsongen 2009 värvades Rynell av Esbjerg, där han skrev på ett 3,5-årskontrakt. Rynell spelade totalt 23 ligamatcher för Esbjerg.
I augusti 2010 lånades Rynell ut till Vejle. I juni 2011 blev det en permanent övergång till Vejle för Rynell som skrev på ett ettårskontrakt med klubben.

### Hammarby IF
I januari 2012 värvades Rynell av Hammarby IF. Han spelade totalt 46 ligamatcher och gjorde tre mål i Superettan under 2012 och 2013.

### Fredericia
I januari 2014 värvades Rynell av danska Fredericia, där han skrev på ett 2,5-årskontrakt. Rynell spelade totalt 53 ligamatcher och gjorde ett mål.

### FC Gute
I juni 2016 gick Rynell till FC Gute. Han spelade 12 matcher i Division 2 Norra Svealand 2016. Säsongen 2017 spelade Rynell 24 ligamatcher och gjorde tre mål. I augusti 2018 råkade Rynell ut för en underarmsfraktur, vilket gjorde att han missade resten av säsongen 2018. Totalt spelade Rynell 13 ligamatcher i Division 2 2018.

### FC Copa
Inför säsongen 2019 gick Rynell till division 4-klubben FC Copa. Han debuterade och gjorde ett mål den 24 april 2019 i en 4–1-vinst över IF Hansa-Hoburg. Rynell spelade totalt två matcher och gjorde ett mål för FC Copa under säsongen 2019.

### Återkomst i FC Gute
I augusti 2019 återvände Rynell till FC Gute. Han spelade fem matcher för klubben i Division 2 under säsongen 2019.